# Syndrome de Cotard
 Mise en garde médicale
Le syndrome de Cotard est une maladie rare se présentant sous la forme d'un syndrome délirant décrit en 1880 par le neurologue français Jules Cotard (1840-1889), observé au cours de syndromes dépressifs caractérisés appelés syndromes mélancoliques.
Ce syndrome ne figure pas spécifiquement (c'est-à-dire sous cette appellation) comme un trouble particulier dans le DSM-5.
Cette affection mentale reste cependant inventoriée dans la Classification Internationale des Maladies, — 10e révision (CIM-10) — dans son chapitre consacré aux « Troubles délirants ». Ce syndrome est classé dans la « liste de codes CIM-9 » en tant que trouble de nature paranoïaque.

## Étymologie

### Origine du terme «syndrome de Cotard»

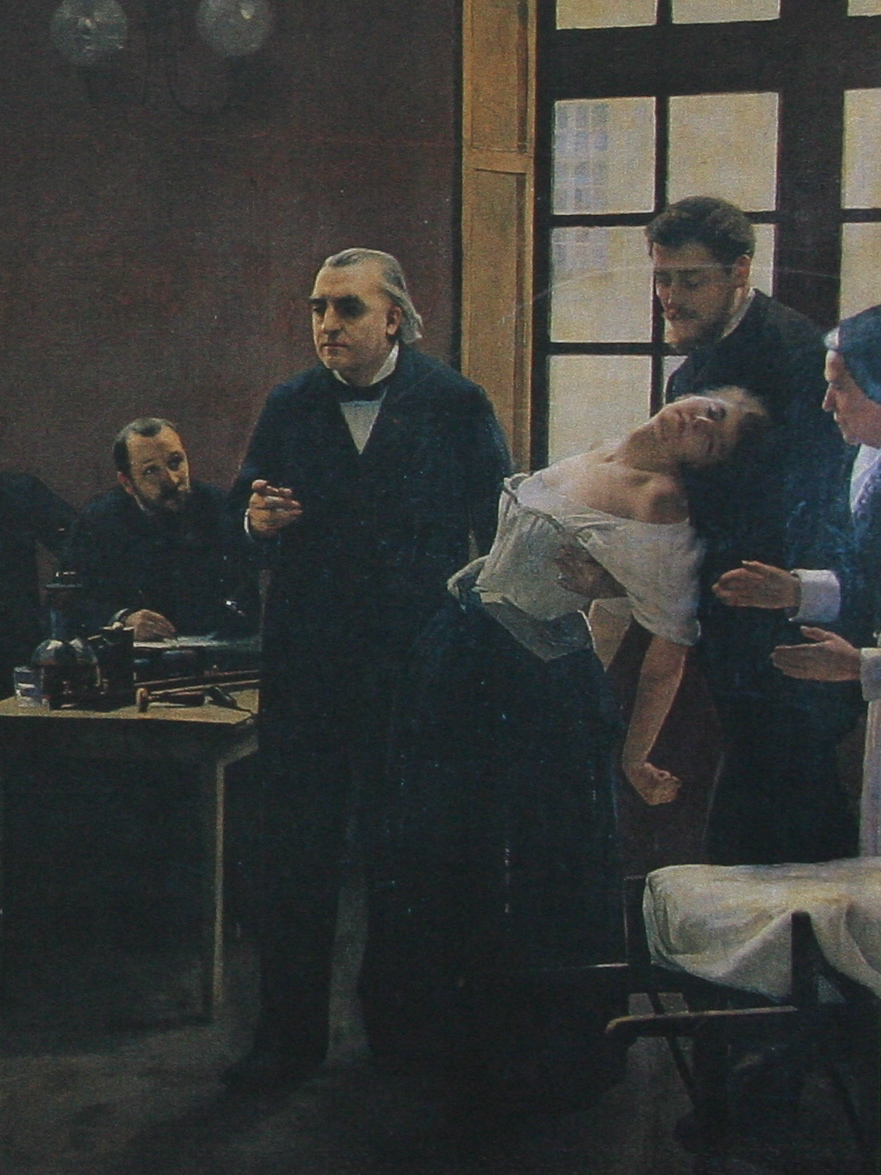
Le professeur Charcot lors d'une leçon clinique à la Salpêtrière.

Le nom de ce syndrome est lié au docteur Cotard, médecin, qui donna une description des délires de négation d'organes dans certaines formes d’hypocondrie. Les formes les plus extrêmes de ce délire seront dès lors ainsi baptisées d'après le nom de ce psychiatre français qui fut élève des professeurs Jean-Martin Charcot et Alfred Vulpian à la Salpêtrière à Paris, durant la dernière décennie du Second Empire.
Il ne faut pas confondre le Docteur Cotard avec le personnage du Docteur Cottard (avec deux « t ») apparaissant dans le roman de Marcel Proust À la recherche du temps perdu. Selon les historiens et les spécialistes du romancier français, ce personnage est un mélange de plusieurs personnalités médicales connues de Marcel Proust dont le « vrai » Jules Cotard, lié avec le père du romancier au niveau professionnel.

### Historique du syndrome
C'est le 28 juin 1880 que le docteur Cotard présente, devant la Société Médico-Psychologique (créée en 1843 par le Dr Jules Baillarger), un mémoire intitulé Du délire hypochondriaque dans une forme grave de la mélancolie anxieuse, celui-ci étant considéré comme l'acte de baptême du syndrome de Cotard, mais que lui-même nommera sous l'appellation de « délire des négations ».

## Étiologie

### Définition
Le syndrome de Cotard est un état délirant dont la thématique hypocondriaque associe des idées,, :
- d'immortalité (le sujet a la conviction de ne pas pouvoir mourir[9]) ;
- de damnation (dans le sens religieux du terme) ;
- de négation d'organe : absence totale ou partielle d'organes, de membres (le sujet pense que certains de ses organes sont « pourris de l'intérieur », « bouchés » ou « transformés en pierre », ou bien qu'il ne possède plus de bouche, voire plus de regard[10]) ;
- de négation du corps (le sujet pense ne plus avoir de corps, ou bien être déjà mort[11]). Cette sensation de « mort-vivant » (sorte de nécromimie) fait penser à une sorte de zombification, Philippe Charlier parlant de « zombie psychiatrique »[12].

### Description
Le malade, après avoir développé des préoccupations hypocondriaques et des troubles cénesthésiques graves, sent ses organes se putréfier et se détruire. Le syndrome associe anxiété intérieure effroyable, hallucinations visuelles, stupeur extrême, auto-accusation, auto-mutilation, voire suicide.
Ce syndrome rare est rencontré au cours de certaines dépressions mélancoliques dont il constitue un indice de gravité. Les autres signes de dépression mélancolique sont également présents. Contrairement à ce qui se passe dans l'hypocondrie névrotique, le patient ne consulte pas pour ses problèmes corporels, et ne pense pas pouvoir être guéri (idées d'incurabilité).
Ce tableau nécessite des soins urgents en milieu hospitalier car le risque suicidaire est maximal.

### Cause

Position du gyrus fusiforme dans le cerveau.

Selon les spécialistes, ce trouble mental peut apparaître de façon soudaine chez un patient. Cependant, ce syndrome est généralement rencontré chez des personnes souffrant d'autres troubles mentaux, de dépression clinique ou de maladie neurologique.
Cet état délirant pourrait également survenir à la suite d'un traumatisme important : en 1996, le cas d'une personne souffrant de ce syndrome a été diagnostiqué à la suite d'un accident de moto .
Bien que l'origine exacte de ce syndrome reste encore mal connue, les scientifiques évoquent une origine qui serait liée à un dysfonctionnement de deux aires du cerveau : le gyrus fusiforme dénommé également « gyrus temporal latéral » qui intervient dans la reconnaissance des visages, et l'amygdale qui est associée aux émotions. En raison de leurs dysfonctionnements, les personnes atteintes de cette affection ne ressentiraient plus aucune émotion, ni sentiment de familiarité, en se regardant dans le miroir.

## Cas célèbres
Le chanteur de Mayhem, Per Yngve Ohlin, connu sous le nom de scène de Dead aurait été atteint du syndrome de Cotard : décrit comme obsédé par la mort, il pensait son corps gelé et déjà mort depuis son enfance, il s'auto-mutilait souvent très gravement et se suicida en avril 1991.
Le tueur en série Richard Chase en aurait été atteint lui aussi. Il se plaignait qu'on lui volait ses artères pulmonaires et que son cœur s'arrêtait de battre. Il mangeait des animaux crus car il pensait que cela permettait à son cœur de continuer de battre.

## Le syndrome de Cotard dans la littérature
- L'Hypocondriaque (1628), tragicomédie de Jean Rotrou : à la suite d'un choc psychologique (la fausse annonce de la mort de sa maîtresse), Le personnage principal, Cloridan, vit dans l'illusion délirante d'être mort. Ses amis emploient une série de stratagèmes psychologiques pour tenter de le guérir.
- Dans sa nouvelle Le Testament de Maître Mussard (allemand : Das Vermächtnis des Maître Mussard), l'auteur allemand Patrick Süskind décrit un étrange personnage, Maître Mussard, que l'on peut voir, à travers ses écrits, sombrer progressivement, et au début de façon subtile, dans une effroyable variante de cette terrible maladie.
- Fiona Griffiths, héroïne d'une série de romans policiers de Harry Bingham, dit souffrir du syndrome de Cotard[16].
- Dans le roman de Sandrone Dazieri Tu tueras l'ange (Robert Laffont 2017 pour la traduction française), le syndrome de Cotard est la clé du personnage de l'ange, tueuse de masse et survivante de Tchernobyl (cf. notamment la fin du chapitre 17).
- Dans Cataractes (2019) de Sonja Delzongle, Kosta, le héros, est atteint du syndrome de Cotard.
- Dans Oneiron (2015) de Laura Lindstedt, un personnage souffre de ce syndrome.
- Dans On ne meurt que deux fois (2019), de Lisa Gardner, M. LaToile souffre de ce syndrome.

## Le syndrome de Cotard au cinéma et à la télévision

### Films
- Dans le film Synecdoche, New York de Charlie Kaufman le personnage principal s'appelle Caden Cotard, en référence au syndrome de Cotard. Il est atteint durant tout le film d'une forme croissante d'hypocondrie.
- Dans le film Vuelve (de) (2013), ce thriller s’ouvre sur une définition du syndrome de Cotard, puis met en scène une mère et son fils, dont l’un est atteint de ce syndrome[17].
- Dans le court métrage Chasing Cotards[18] (2010) d'Edouard L Dark, le personnage principal, Hart (Andrew Scott), souffre de ce syndrome depuis la mort de sa femme.
- Dans le film A Cure for Life (2016) de Gore Verbinski, le personnage semble par moments souffrir de ce syndrome, au point d’être convaincu d’avoir une jambe brisée, de perdre ses dents, ou que son corps soit souillé par des anguilles.

### Téléfilms
- Dans l'épisode 14 de la saison 4 (Mon porte bonheur) de la série télévisée américaine Scrubs, un personnage apparaissant plusieurs fois est atteint du syndrome de Cotard.
- Dans l'épisode 10 de la saison 1 (Buffet Froid) de la série télévisée Hannibal (NBC), la tueuse est atteinte de ce syndrome.
- Dans l'épisode 6 de la saison 3 (Joel 2:31) de la série télédiffusée Saving Hope, au-delà de la médecine, Vida, une patiente de l'hôpital, cherche la morgue, tente de se suicider, puis est soignée par Charlie.
- Dans l’épisode 6 de la saison 12 (Une vie de plus) de la série télévisée Alice Nevers, le juge est une femme, un personnage est atteint de ce syndrome.
- Dans le téléfilm américain Talking to the dead, le personnage de Fiona Griffiths, jeune enquêtrice, souffre de ce syndrome.
- Dans la série télévisée américaine Scream Queens, Dr Cassidy Cascade un des personnages principaux souffre de ce syndrome.
- Dans l'épisode 3 de la saison 1 de la série télévisée américaine New Amsterdam, l'équipe médicale pense à un moment que le personnage de Ray souffre de ce syndrome mais finalement il s'agit d'une tumeur au cerveau.
- Dans l’épisode 2 de la saison 9 de Profilage, le principal suspect dans l’intrigue souffre de ce syndrome.
- Dans le début de l'épisode 2 de la web-série Mental, Simon fait croire à Gaëlle qu'il est atteint du syndrome de Cotard.
- Dans l'épisode 2 de la saison 4 de la série télévisée Luther (BBC), l'inspecteur évoque le syndrome.
- Dans l'épisode 7 de la saison 1 de la série télévisée HP (OCS signature) les 2 internes diagnostiquent ce syndrome.
- Dans l'épisode 9 de la 3e saison de STAT (série québécoise, Radio-Canada), le Dr Philippe Dupéré le diagnostique au patient, Félix Lemoine, qui a été cliniquement mort pendant plus d'une minute, puis ressuscité.

### Jeux vidéo
- Dans le jeu vidéo Vampyr, une des patientes du Pembrock Hospital, Thelma Hawcroft, est convaincue d'être une vampire. Elle est en réalité atteinte de ce syndrome.